# Перенос столицы УССР из Харькова в Киев

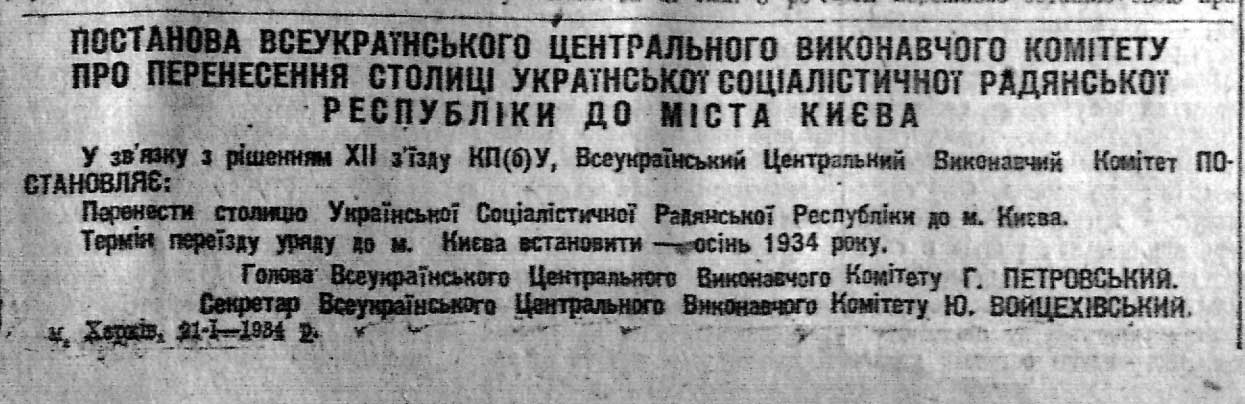
Из газеты «Известия ВУЦИК» от 22 января 1934 года

Перено́с столи́цы УССР из Ха́рькова в Ки́ев произошёл 24 июня 1934 года — в этот день состоялся торжественный переезд высших властных структур Украинской ССР из Харькова в Киев, что ознаменовало исполнение принятого в январе 1934 года решения о переносе столицы республики. По случаю произошедшего события в этот день в Киеве состоялись торжества и военный парад.

## 1917-1919
В декабре 1917 года, после неудачной попытки захватить власть в Киеве на Всеукраинском съезде советов рабочих, крестьянских и солдатских депутатов, пробольшевистски настроенные делегаты переехали в Харьков и там, объединившись с делегатами III областного съезда советов Донецко-Криворожского бассейна, провозгласили создание советской Украинской Народной Республики (УНР). На съезде в Харькове был избран Центральный Исполнительный Комитет советов Украины (ЦИК советов Украины), который уже через несколько дней сформировал правительство — Народный секретариат, местонахождение которого и определяло столичность города.
После взятия красными войсками Киева в феврале 1918 года, туда сразу же переместили Народный секретариат. Однако заключение Брестского мирного договора заставило его вскоре покинуть Киев. Столицей советской УНР успели побывать Полтава, Екатеринослав и Таганрог, где в конце апреля были распущены ЦИК советов Украины и Народный секретариат.
Следующий период советской власти на Украине начался осенью 1918 года. 28 ноября было создано Временное рабоче-крестьянское правительство Украины, который местом пребывания поначалу определил город Суджа (ныне — Курская область, РФ). 27 декабря было принято решение о переезде в Белгород, но уже 3 января 1919 года красные войска заняли Харьков, куда и перебралось правительство. 6 января советская Украина получила новое название — Украинская Социалистическая Советская Республика.
После занятия 5 февраля 1919 года Красной армией Киева встал вопрос о переезде туда высших органов власти УССР. Соответствующее решение было принято в феврале 1919 года, а 6 марта 1919 года оно было утверждено на первом заседании III Всеукраинского съезда совета. Переезд высших властных структур в Киев состоялся во второй половине марта.
В 1919 году советская власть в Украине снова потерпела поражение, а уже при ее восстановлении высшие властные структуры (тогда это был Всеукраинский революционный комитет и временное бюро ЦК КП(б)У) переехали в Харьков во второй половине января 1920 года. Намерения вернуть столицу в Киев в феврале 1920 года Владимир Ленин обозначил как «чушь».

## 1920-1933
Некоторое время Харьков виделся временной столицей УССР. Соответствующее решение Всеукраинского съезда советов, каким Харьков был назван столицей УССР, был зафиксирован лишь при утверждении Конституции УССР 1929 года. Впрочем, и в период утверждения Харькова в новом статусе время от времени среди высокопоставленных чиновников звучали сообщения о переносе оттуда столицы в другой город, например, Киев или Запорожье — новый индустриальный центр советской Украины.

## Подготовка к перенесению столицы
Официально вопрос о возвращении столицы советской Украины в Киев 18 января 1934 года на пленуме ЦК КП(б)У поставил второй секретарь ЦК КП(б) Украины и одновременно первый секретарь Харьковского обкома Павел Постышев. Последний сообщил, что ЦК ВКП(б) и лично товарищ Сталин» предлагают перенести столицу из Харькова в Киев.
21 января 1934 года это решение было утверждено сначала XII съездом КП(б)У и того же дня проведено по советской (государственной) линии постановлением Президиума ВУЦИК.

## Переезд

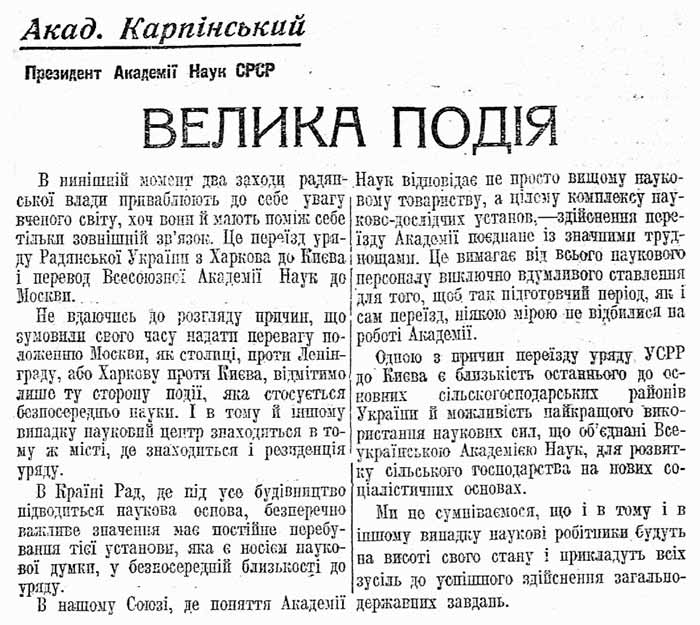
Обращение президента АН СССР А. Карпинского. Газета «Известия ВУЦИК» от 28 июня 1934 года

Запланированный на осень переезд перенесли на начало лета. 23 июня 1934 года в театре им. Шевченко и впоследствии на вокзальном майдане в Харькове «провожали ЦК КП(б)У и правительство Советской Украины в новую столицу УССР — Киев». 24 июня их торжественно встретили на железнодорожном вокзале новой столицы, в которой по этому случаю на площади Героев Перекопа (ныне — Софийская площадь) состоялся военный парад. Завершились официальные мероприятия торжественным пленумом Киевского городского совета, который вечером того же дня состоялся на стадионе «Динамо».
ХІІІ Всеукраинский съезд советов, который состоялся в январе 1935 года, окончательно утвердил новый статус Киева, внеся соответствующие изменения в 82 ст. Конституции: «Столицей Украинской Социалистической Советской Республики является город Киев».